# Jacques-Nicolas Fleuriot de La Freulière
Pour les articles homonymes, voir Fleuriot.
Jacques-Nicolas Fleuriot de La Freulière, né le 30 octobre 1738 à Ancenis et mort le 20 octobre 1824 dans sa propriété d'Omblepied à Oudon, est un militaire français connu pour sa participation à la guerre de Vendée.

## Biographie
Jacques-Nicolas Fleuriot de La Freulière  est le fils de Jacques François Fleuriot, seigneur de la Freulière, et de Marie Louvel.
Avant 1789, il sert dans l'armée royale, atteignant le grade de capitaine de cavalerie en 1780. Fait chevalier de Saint-Louis, il est nommé maréchal des logis aux gardes du corps du roi en 1785. Lorsque la guerre de Vendée éclate en mars 1793, il rejoint rapidement le camp des insurgés, où il devient le second de Charles de Bonchamps. Après la mort de celui-ci, il combat sous les ordres de Stofflet. Il participe ensuite à la Virée de Galerne.
En décembre 1793, après la traversée de la Loire à Ancenis de La Rochejaquelein et de Stofflet, les Blancs se retrouvent coupés de leurs chefs. Fleuriot, préféré au Prince de Talmont, prend la tête de ce qui reste de l'armée vendéenne. Il la conduit à Blain puis à Savenay, où les Républicains les rattrapent et les massacrent lors de la bataille de Savenay. Fleuriot parvient à échapper au massacre, à retraverser la Loire et à rejoindre l'armée de Charette.
Il est présent à la signature du traité de La Jaunaye en février 1795. Contrairement à son chef, il survit à la suite de la guerre. Promu maréchal de camp (1814) et commandeur de l'ordre de Saint-Louis (1823) sous la Restauration, il meurt en 1824.
Il avait épousé en 1770 sa cousine Renée Charette de La Contrie, veuve de René Cosnier de La Clergerie et tante de François Athanase Charette de La Contrie, fille de René Charette de La Contrie et de Marthe Fleuriot d'Omblepied. En secondes noces, en 1802, il épouse une autre de ses cousines, Félicité Jeanne Josèphe de Fleuriot d'Omblepied. Il est le père de Jacques-Charles de Fleuriot de La Freulière.